# Подробиці
Подро́биці (рос. Подробности) — програма новин телеканалу «Інтер».

## Рейтинги
Друга за популярністю програма новин в Україні (частка аудиторії — близько 20 % у 2012 році). Представлена у всесвітній мережі Інтернет-порталом Podrobnosti.ua.

## Час та мова
З 20 жовтня 1997 по 12 жовтня 2018 року програма виходила тільки російською мовою (крім спортивних новин та прогноз погоди до 2007 року).
Головний випуск програми виходить щодня о 20:00 виключно українською (з 13 жовтня 2018 року).
З 1997 по 2002 рік ранкові, денні та вечірні новини виходили російською, а вже з 2002 року — українською.
З 9 червня 2006 по 6 травня 2007 року «Подробиці» та «Подробиці тижня» вийшли в ефір не о 20:00 (як традиційно), а о 21:00.
З 24 лютого 2022 року виходить в ефір у форматі телемарафону «Єдині новини».

## Ведучі
- Олексій Фадєєв
- Олександр Просяник
- Олександр Васильченко
- Анастасія Даугуле — з 28 березня 2011 по 21 березня 2014 року (з 26 лютого 2022 року в телемарафоні Єдині новини по теперішній час)
- Ірина Баглай
- Лілія Налягака

## Журналісти
- Руслан Смєщук
- Даніїл Снісар
- Ігор Левенок
- Анна Каменєва
- Богдан Вербицький

Колишні ведучі:
- Наталія Белашева (2014—2022)
- Ольга Сас
- Олексій Ліхман (Подробиці) (2014—2016), (Подробиці тижня) (з 4 вересня 2016 по 20 лютого 2022 року)
- Юрій Бібік
- Ганна Гомонай (з 7 травня 2007 по 27 листопада 2015 року)
- Тетяна Будь[3]
- Ольга Грицик (2008—2013)
- Христина Суворіна (з 2 вересня 2013 по 18 січня 2014 року)
- Катерина Лисенко (2014—2022)
- Роман Кадємін[4]
- Володимир Андрієвський (Подробиці, Новини) (з 1 січня 2010 по 22 лютого 2014 року)
- Олександр Мельничук (Подробиці тижня) (з вересня 1998 по 16 липня 2006 року, з 21 сiчня по 1 квiтня 2007 року)
- Володимир Павлюк (Подробицi тижня) (з 10 вересня по 24 грудня 2006 року)
- Руслан Сенічкін (Подробиці) (з 14 травня 2007 по 31 грудня 2009 року), (Подробиці тижня), (з 8 квітня 2007 по 6 липня 2008 року; невключно)
- Олег Панюта (Подробиці тижня) (з 1 листопада 2009 по 2 червня 2013 року)
- Євгеній Кисельов (Подробиці тижня) (з 9 червня по 29 вересня 2013 року)[5][6]
- Дмитро Анопченко (Подробиці тижня) (з 6 жовтня по 29 грудня 2013 року та з 23 березня 2014 по 17 липня 2016 року)
- Андрій Данилевич (Подробиці тижня) (з 10 серпня 2008 по 6 вересня 2009 року та з 19 січня по 16 березня 2014 року)
- Максим Равреба (з 20 жовтня 1997 по 5 травня 2007 року)
- Світлана Леонтьєва (з жовтня 1997 по 5 травня 2007 року)
- Ігор Пупков (з жовтня 2003 по 3 вересня 2006 року)
- Олег Дейнека (з 27 лютого 2006 по 5 травня 2007 року)

## «Подробиці тижня»
Щонеділі виходила у форматі підсумкової програми тижня — «Подробиці тижня».

## Відзнаки
У 2009 році програма увійшла до списку номінантів на міжнародну телевізійну премію «Еммі» у категорії «Новини» за серію сюжетів про події у Південній Осетії під час Російсько-грузинської війни, ставши першим в історії номінантом на цю премію з України.